# Fe babí
La Fe babí és una religió que va ser fundada el maig de 1844 quan un jove mercader de la ciutat iraniana de Siraz anuncià que era el qàïm promès ("el qui s'aixecarà": nom amb el qual es coneix una figura profètica futura de l'islam xiïta). Aquest jove (de nom original Siyyid 'Ali-Muhammad) adoptà el nom d'"el Bàb", un títol que en àrab significa "la Porta". La seva vinguda –va explicar el mateix Bàb- representava el portal pel qual pròximament hauria d'aparèixer el Missatger de Déu que tota la humanitat esperava.

## Història
Tots els relats coincideixen en assenyalar que el Bàb va ser un nen extraordinari. Nascut el 20 d'octubre de 1819 es deia que tenia una saviesa sorprenent i una noblesa que recordaven el jove Jesús. Ja madur, el Bàb va dedicar-se als negocis del seu oncle, propietari d'una firma comercial. La pietat i integritat del Bàb es van convertir ràpidament en objecte d'admiració per altres mercaders. També fou conegut per la seva generositat amb els pobres.
Després de proclamar ser el Promès Qa'im, el Bàb va atraure ràpidament un gran nombre de seguidors. L'espectacular creixement donà lloc a l'oposició i persecució, sobretot per part del clergat islamista, que veien amenaçat el seu poder i prestigi. Durant aquesta persecució el Bàb va ser empresonat diverses vegades.
El 1848 a la reunió de Badasht els babís es van declarar deslligats de la religió musulmana i de l'observança de la xara en part mercès a l'heroïna babi, la poetessa de Kazwin, Zarrin Tadj coneguda com a Kurrat al-Ayn o Djanab-i Tahire, la primera que va gosar mostrar-se sense vel; els participants es van refugiar després al santuari de Shaykh Tabarsi prop de Barfursuh on van resistir heroicament a les forces del xa Nadir al-Din Shah. Finalment es van rendir i van rebre la promesa de salvar la vida però foren executats el juliol/agost de 1849.
Poc després al Fars es va revoltar el cap babi Yahyayi Darabi que es va fer fort a la vella ciutadella de Siraz on va resistir un temps fins que tots els que hi havia foren tots massacrats el gener del 1850 quasi al mateix temps que esclatava la revolta dels babís a Zandjan, dirigits per Muhammad Aliyi Zandjani, en nombre de més de tres mil, i es van fer forts a la ciutadella fins que també foren massacrats (febrer de 1850). A la primavera a Teheran foren executats els set màrtirs de Teheran, persones properes al Bab, que van mantenir una posició heroica enfront dels suplicis als que se'ls va sotmetre.
Els qui s'hi van enfrontar van arribar a dir d'ell que no era un heretge, sinó un rebel perillós. Van decidir que havia de ser executat. El Bàb va ser trobat a la seva cel·la mentre donava les seves últimes instruccions als seus seguidors. Aquell mateix matí, quan els guàrdies l'havien anat a buscar per a portar-lo al lloc de l'execució, el Bàb els havia avisat que no hi havia cap "poder terrenal" que pogués silenciar-lo fins que no hagués acabat de donar les instruccions. Ara, el Bàb els deia: "Podeu complir la vostra fita".
El 9 de juliol de 1850 s'acomplia la sentència de mort contra el Bàb en el pati d'un quarter de Tabríz, davant la mirada de 10.000 testimonis que fitaven des de les taulades de les cases contigües al quarter. El Bàb i un jove seguidor seu havien estat penjats amb dues cordes clavades a la paret del pati. Un regiment armeni, compost per 750 soldats col·locats en tres fileres de 250 fusellers cadascuna, va descarregar en ordre. El fum de la pólvora i la pols resultants eren tan densos que el pati va quedar totalment fosc.
Tal com informa un relat del Ministre d'Afers Exteriors Britànic, una vegada es va dissipar el fum no hi havia restes del Bàb. El seu company, dret davant la paret, no havia estat víctima de cap bala. Això sí: les cordes estaven destrossades.
Per segona vegada, el Bàb i el seu company van comparèixer davant el contingent de soldats armenis. Aquest contingent es va negar a disparar i va haver de ser substituït per un de soldats musulmans. Aquesta vegada els cossos van quedar clivellats en una barreja d'ossos i carn. Sorprenentment, però, les seves cares van quedar intactes a l'atac. A banda de la seva execució, més de 20000 persones van ser mortes amb l'únic delicte de ser babís en tan sols 5 anys.
En declarar Bahà'u'llàh ser la Manifestació de Déu promesa pel Bàb, la majoria de babís van declarar-se bahà'ís, és a dir, van acceptar la Fe bahà'í.
Posteriorment, les revoltes i repressions es van aturar però l'atemptat contra el xa (que va fracassar) el 15 d'agost de 1852 va desfermar una nova onada repressiva en la qual van morir molts babis entre els quals la poetessa Kurrat al-Ayn; els babis principals foren enviats a l'exili i les persecucions van durar uns quants mesos i sembla que haurien mort fins a vint mil persones.
Després el moviment es va dividir entre els baha'is i els babis o gent del Bayan anomenats després azalis, que avui dia són una minoria (uns 50000 vers 1950).

## Doctrina
La seva obra més important, el Bayàn, eliminava lleis de l'Islam i les substituïa per altres de noves. El Bayàn se centrava en una moralitat exigent fonamentada en la puresa de cor i d'intenció. També defensava la dona i els pobres, així com l'educació i aplicació de les ciències útils.
El tema central del Bayàn girava entorn de la imminent arribada d'una segona Manifestació de Déu, que seria més gran que el Bàb la missió de la qual seria inaugurar l'era de pau i abundància que temps enrere havia estat anunciada pel cristianisme, el judaisme i la resta de religions.